# 各務原市民球場
各務原市民球場（かかみがはらしみんきゅうじょう）は、岐阜県各務原市須衛町にある野球場。施設は各務原市が所有している。日本一ソフトウェアが2018年より命名権を取得しており、現在の名称はプリニーの野球場。

## 歴史
岐阜県営野球場が老朽化により廃止され、代替施設が必要になったことなどから、1989年8月に開場した。以来、高校野球などアマチュア野球公式戦が行われている。過去にプロ野球では中日ドラゴンズ主催のウエスタン・リーグ（二軍）公式戦が89-92年の間開催されていた。

## プロ野球二軍開催実績
- 1989年8月6日 中日ドラゴンズ3-10福岡ダイエーホークス
- 1990年8月11日 中日ドラゴンズ6-1近鉄バファローズ
- 1991年8月24日 中日ドラゴンズ0-2近鉄バファローズ
- 1992年8月29日 中日ドラゴンズ3-2近鉄バファローズ

## 施設概要
- 両翼：92m、中堅：122m
- 内野：クレー舗装、外野：天然芝

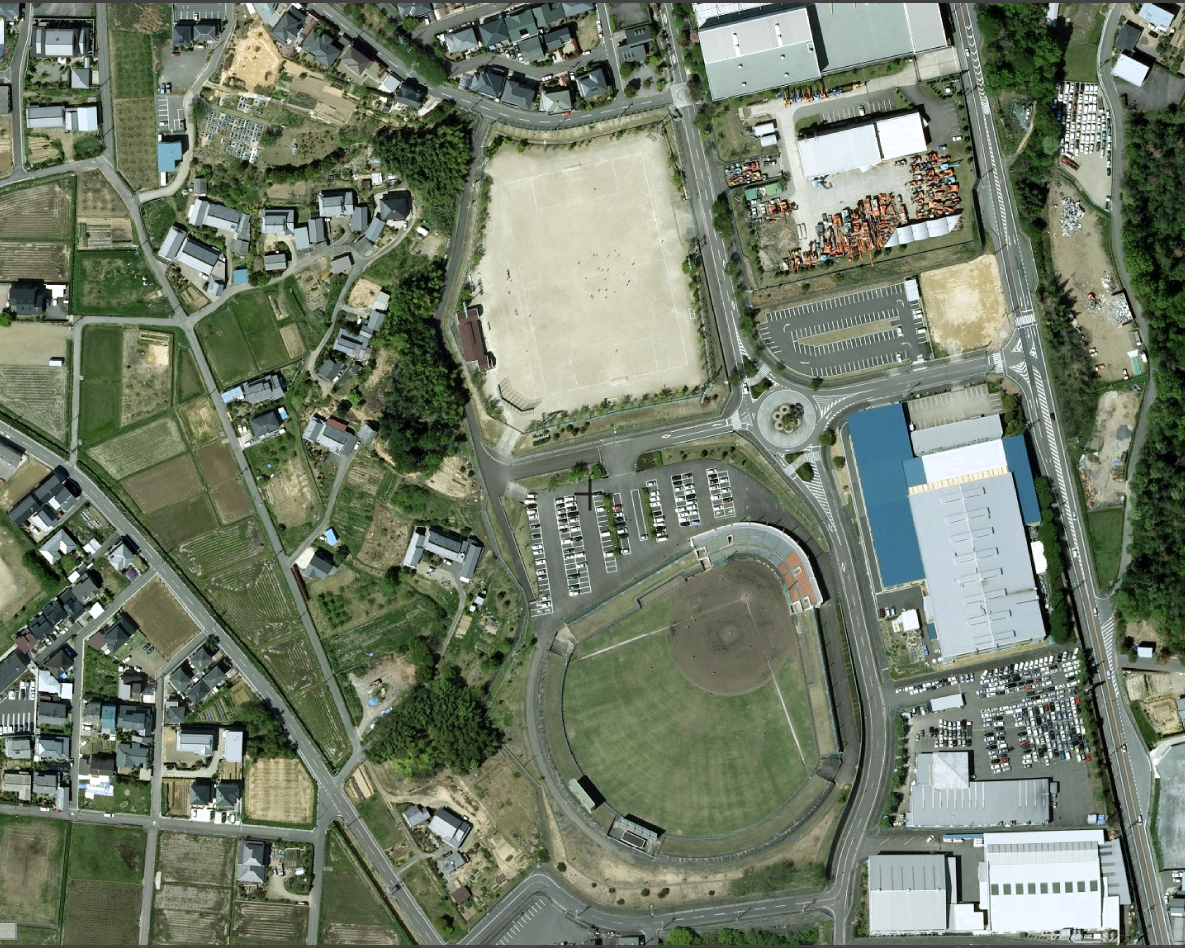
衛星図

　　外野の天然芝は、驚くほどに長く伸びた状態であり 痛烈なゴロでも外野フェンスまで到達される事なく打球が止まる
- 収容人員：5,100人（ネット裏：800人、一・三塁側、外野：芝生4,300人）
- スコアボード：磁気反転式
- ボールカウント表示：長く SBO の順の間々であったが、2015年6月頃に BSO の順に改良された。
- 照明設備：なし
- 本部席
- 駐車場:150台（各務原市勤労者総合グラウンドと共用）

## 交通
- 岐阜バス倉知線「下須衛」下車　徒歩3分
- ふれあいバス蘇原線「市民球場前」下車すぐ

## その他
- 同じく各務原市の所有する球場、飛鳥球場とは直線距離で約1.5kmの距離になる。